# Rose Leslie
Rose Eleanor Arbuthnot-Leslie (Aberdeen, 9 febbraio 1987) è un'attrice scozzese.

## Biografia
Terzogenita di 5 figli, il padre è Sebastian Arbuthnot-Leslie, appartenente al clan Leslie, mentre la madre è Candida Mary Sibyl Weld, discendente di Carlo II d'Inghilterra. Rose trascorre l'infanzia nel castello paterno di Lickleyhead (Aberdeenshire) e all'età di 10 anni si trasferisce con la famiglia per tre anni a Maisons-Laffitte, nei pressi di Parigi, poiché la madre voleva che i figli conoscessero uno stile di vita differente e una nuova lingua. Successivamente viene mandata dalla famiglia nel Somerset, dove Rose si diploma alla Millfield School, collegio privato di Street.
Dopo il diploma si trasferisce con la sorella minore a Londra (mentre i genitori fanno ritorno in Scozia, nell'altra residenza di proprietà, Warthill House) dove frequenta la London Academy of Music and Dramatic Art. Debutta sul piccolo schermo nel 2009 nel film New Town e la sua interpretazione le fa conquistare uno Scottish BAFTA. Nel 2010 recita al Globe Theatre in Bedlam di Nell Leyshon e interpreta Gwen nella serie televisiva britannica Downton Abbey. Nel 2012 entra nel cast de Il Trono di Spade nei panni di Ygritte e nel 2016 entra nel cast di The Good Fight, spin-off della serie televisiva The Good Wife.

## Vita privata
È molto amica della collega Emilia Clarke del cast de Il Trono di Spade, mentre nel 2012 ha iniziato una relazione con Kit Harington, conosciuto sullo stesso set. La coppia si è sposata il 23 giugno 2018 ed il ricevimento ha avuto luogo nella residenza di proprietà della famiglia di Rose, Wardhill Castle. La coppia ha un figlio, nato nel 2021, e una figlia nata nel 2023.

## Filmografia

### Cinema
- Now Is Good, regia di Ol Parker (2012)
- Honeymoon, regia di Leigh Janiak (2014)
- The Last Witch Hunter - L'ultimo cacciatore di streghe (The Last Witch Hunter), regia di Breck Eisner (2015)
- Sticky Notes, regia di Amanda Sharp (2016)
- Morgan, regia di Luke Scott (2016)
- Assassinio sul Nilo (Death on the Nile), regia di Kenneth Branagh (2022)

### Televisione
- New Town, regia di Annie Griffin - film TV (2009)
- Downton Abbey - serie TV, 8 episodi (2010-2015)
- Case Histories - serie TV, episodi 1x01-1x02 (2011)
- Vera - serie TV, episodio 2x01 (2012)
- Il Trono di Spade (Game of Thrones) - serie TV, 17 episodi (2012-2014)
- Utopia - serie TV, episodio 2x01 (2014)
- The Great Fire - miniserie TV, 4 episodi (2014)
- Luther - serie TV, episodi 4x01-4x02 (2015)
- The Good Fight - serie TV, 33 episodi (2017-2019)
- Vigil - Indagine a bordo (Vigil) - serie TV, 11 episodi (2021-2023)
- Un amore senza tempo - The Time Traveler's Wife (The Time Traveler's Wife) - serie TV, 6 episodi (2022)
- Miss Austen, regia di Aisling Walsh – miniserie TV (2025)

## Ascendenza
|                            |               |                                  | Genitori                              |  |  | Nonni |  |  | Bisnonni       |  |  | Trisnonni |  |
|                            |               |                                  |                                       |  |  |       |  |  | E. L. Stainton |  |  | …         |  |
|                            |               |                                  |                                       |  |  |       |  |  | E. L. Stainton |  |  | …         |  |
|                            |               | …                                |                                       |  |  |       |  |  | E. L. Stainton |  |  |           |  |
| Anthony Stainton           |               |                                  |                                       |  |  |       |  |  | E. L. Stainton |  |  |           |  |
|                            |               | …                                | …                                     |  |  |       |  |  |                |  |  |           |  |
|                            |               | …                                | …                                     |  |  |       |  |  |                |  |  |           |  |
|                            |               | …                                | …                                     |  |  |       |  |  |                |  |  |           |  |
| Sebastian Arbuthnot-Leslie |               | …                                |                                       |  |  |       |  |  |                |  |  |           |  |
|                            |               | William Douglas Arbuthnot-Leslie | George Arbuthnot-Leslie               |  |  |       |  |  |                |  |  |           |  |
|                            |               | William Douglas Arbuthnot-Leslie | George Arbuthnot-Leslie               |  |  |       |  |  |                |  |  |           |  |
|                            |               | William Douglas Arbuthnot-Leslie | Mary Rose Leslie                      |  |  |       |  |  |                |  |  |           |  |
| Mary Luz Arbuthnot-Leslie  |               | William Douglas Arbuthnot-Leslie |                                       |  |  |       |  |  |                |  |  |           |  |
|                            |               | Maria de la Luz de Landa Osio    | Guillermo de Landa y Escandón         |  |  |       |  |  |                |  |  |           |  |
|                            |               | Maria de la Luz de Landa Osio    | Guillermo de Landa y Escandón         |  |  |       |  |  |                |  |  |           |  |
|                            |               | Maria de la Luz de Landa Osio    | Sofia de Ossio y del Barrio           |  |  |       |  |  |                |  |  |           |  |
| Rose Leslie                |               | Maria de la Luz de Landa Osio    |                                       |  |  |       |  |  |                |  |  |           |  |
|                            | Humphrey Weld | Frederick Weld                   |                                       |  |  |       |  |  |                |  |  |           |  |
|                            | Humphrey Weld | Frederick Weld                   |                                       |  |  |       |  |  |                |  |  |           |  |
|                            | Humphrey Weld | Filumena March Phillipps         |                                       |  |  |       |  |  |                |  |  |           |  |
| Humphrey Weld              | Humphrey Weld |                                  |                                       |  |  |       |  |  |                |  |  |           |  |
|                            |               | Elinor de la Poer                | Edmond de la Poer, I conte de la Poer |  |  |       |  |  |                |  |  |           |  |
|                            |               | Elinor de la Poer                | Edmond de la Poer, I conte de la Poer |  |  |       |  |  |                |  |  |           |  |
|                            |               | Elinor de la Poer                | Mary Monsell                          |  |  |       |  |  |                |  |  |           |  |
| Candida Weld               |               | Elinor de la Poer                |                                       |  |  |       |  |  |                |  |  |           |  |
|                            |               | Alastair Fraser                  | Simon Fraser, XIII lord Lovat         |  |  |       |  |  |                |  |  |           |  |
|                            |               | Alastair Fraser                  | Simon Fraser, XIII lord Lovat         |  |  |       |  |  |                |  |  |           |  |
|                            |               | Alastair Fraser                  | Alice Weld-Blundell                   |  |  |       |  |  |                |  |  |           |  |
| Frances Fraser             |               | Alastair Fraser                  |                                       |  |  |       |  |  |                |  |  |           |  |
|                            |               | Sibyl Grimston                   | James Grimston, III conte di Verulam  |  |  |       |  |  |                |  |  |           |  |
|                            |               | Sibyl Grimston                   | James Grimston, III conte di Verulam  |  |  |       |  |  |                |  |  |           |  |
|                            |               | Sibyl Grimston                   | Margaret Graham                       |  |  |       |  |  |                |  |  |           |  |
|                            |               | Sibyl Grimston                   |                                       |  |  |       |  |  |                |  |  |           |  |

## Premi e candidature
| 2009 BAFTA Awards, Scotland: - Vinto miglior attrice emergente per New Town (2009); |

## Doppiatrici italiane
Nelle versioni in italiano delle opere in cui ha recitato, Rose Leslie è stata doppiata da:
- Chiara Gioncardi ne Il Trono di Spade, The Last Witch Hunter - L'ultimo cacciatore di streghe, Luther, Morgan, Un amore senza tempo - The Time Traveler's Wife
- Benedetta Ponticelli in Downton Abbey, Assassinio sul Nilo
- Germana Longo in Honeymoon
- Veronica Puccio in The Good Fight
- Francesca Manicone in Vigil - Indagine a bordo